# ベンゾ(c)チオフェン
ベンゾ[c]チオフェン（英語: Benzo[c]thiophene）は、化学式がC8H6Sで表される複素環式芳香族化合物である。
ベンゾチオフェン（ベンゾ[b]チオフェン）は、硫黄原子の位置が異なる異性体である。